# لیتل میسندن
لیتل میسندن (به انگلیسی: Little Missenden) یک روستا و محله مدنی در بریتانیا است که در Chiltern واقع شده‌است. لیتل میسندن ۲٬۲۳۴ نفر جمعیت دارد.